# Florian Henckel von Donnersmarck

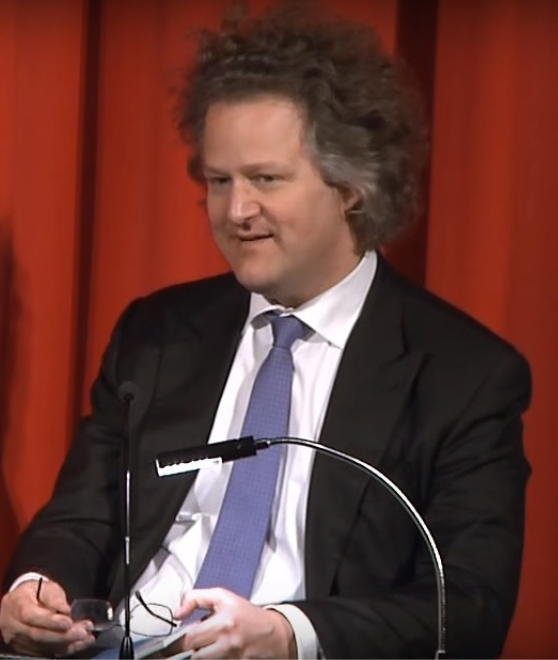
Florian Henckel von Donnersmarck (2015)

Florian Maria Georg Christian Graf Henckel von Donnersmarck (* 2. Mai 1973 in Köln) ist ein Filmregisseur, Drehbuchautor und Filmproduzent. Er entstammt dem altschlesischen Adelsgeschlecht Henckel von Donnersmarck und besitzt neben der deutschen auch die österreichische Staatsbürgerschaft. 2007 wurde sein Spielfilm Das Leben der Anderen mit dem Oscar in der Kategorie Bester fremdsprachiger Film ausgezeichnet.

## Leben

### Familie
Henckel von Donnersmarck gehört der älteren Linie des Hauses Henckel von Donnersmarck an. Sein Vater war der ehemalige Malteserpräsident Leo-Ferdinand Graf Henckel von Donnersmarck. Sein Onkel war der ehemalige Zisterzienserabt Gregor Henckel-Donnersmarck. Sein Urgroßvater war der preußische Abgeordnete Edwin Henckel von Donnersmarck, sein Ururgroßvater der Reichstagsabgeordnete Lazarus IV. Henckel von Donnersmarck. Seine Mutter ist Anna-Maria, geborene von Berg. Seine Urgroßväter mütterlicherseits waren der Polizeipräsident von Kassel und Hannover und Regierungspräsident der Regierungsbezirke Stade und Hannover Graf Kurd von Berg-Schönfeld und der Chef des Geheimen Zivilkabinetts Wilhelms II. Friedrich von Berg, der seinen Neffen, Donnersmarcks Großvater, adoptierte, nachdem dessen Vater tödlich verunglückt war.
Henckel ist mit der Juristin Christiane geb. Asschenfeldt (* 1975) verheiratet und hat mit ihr drei Kinder.

### Jugend
Henckel verbrachte seine Kindheit und seine Schulzeit in New York, Berlin, Frankfurt am Main und Brüssel. Dort legte er das Europäische Abitur ab, verbrachte dann zwei Studienjahre in Sankt Petersburg und arbeitete danach kurz als Russischlehrer.
Henckel studierte von 1993 bis 1996 am New College der Universität Oxford Philosophy, Politics and Economics (PPE).

### Laufbahn beim Film
Henckel begann seine Filmkarriere mit einer Regie-Lehre bei Richard Attenborough.
Nach der Aufnahme an der Hochschule für Fernsehen und Film München (HFF München) drehte er dort die Kurzfilme Dobermann (1998) und Der Templer (2002). Dobermann gewann den Nationalen Wettbewerb beim Filmfest Dresden, erhielt den Preis für den „Besten Kurzfilm“ beim Filmfestival Max Ophüls Preis sowie den Shocking Shorts Award von 13th Street, was Donnersmarck eine Teilnahme am Universal Studios Filmmasters Program in Hollywood einbrachte. Der Templer gewann den Eastman Förderpreis der Internationalen Hofer Filmtage, den Produzentenpreis des Studierendenfilmfestivals Sehsüchte der Filmuniversität Babelsberg Konrad Wolf und das Prädikat „Besonders wertvoll“ der Filmbewertungsstelle Wiesbaden.
Donnersmarck hielt sich im November 2002 in Stift Heiligenkreuz bei Wien auf, um die erste Fassung seines Drehbuchs zu Das Leben der Anderen zu schreiben. Am 28. Oktober 2007 wurde er im Stift Heiligenkreuz mit einem Festakt geehrt.

### Das Leben der Anderen
Henckels erster Langfilm Das Leben der Anderen (Buch und Regie, sein Abschlussfilm an der HFF München, Hauptdarsteller: Ulrich Mühe) beschäftigt sich mit den Verbrechen der DDR-Staatssicherheit. Er kam am 23. März 2006 in die deutschen Kinos und wurde im Juli 2006 mit dem Deutschen Filmpreis (in sieben Kategorien bei elf Nominierungen), dem Bayerischen Filmpreis (in vier Kategorien) und dem Europäischen Filmpreis (in drei Kategorien) ausgezeichnet. Am 25. Februar 2007 wurde Das Leben der Anderen in Los Angeles mit dem Oscar in der Kategorie bester fremdsprachiger Film ausgezeichnet.
René Pollesch setzt sich in der „post-boulevardesken Verwechslungskomödie“ L’affaire Martin! …, die im Großen Haus der Volksbühne Berlin uraufgeführt wurde, mit der Frage auseinander, inwiefern ein historischer Film über Das Leben der Anderen gedreht werden könne, wie es der im Stück „Junker Hencker von der Donnersmarck“ genannte Filmemacher vorhabe und „wie vom eigenen und vom fremden Leben überhaupt erzählt werden kann“.

### The Tourist
2010 folgte sein zweiter Spielfilm, der Thriller The Tourist mit Angelina Jolie und Johnny Depp, ein Remake des französischen Films Fluchtpunkt Nizza aus dem Jahr 2005. The Tourist war für drei Golden Globe Awards nominiert (Bester Film, Bester Hauptdarsteller, Beste Hauptdarstellerin). Weltweit spielte der Film 278 Millionen US-Dollar an den Kinokassen ein und wurde somit ein „Box Office Hit“.
Von der deutschen Kritik wurde The Tourist allerdings sehr gemischt aufgenommen, in den USA fielen die Rezensionen größtenteils negativ aus.

### Allegory Films
2016 gründeten Henckel von Donnersmarck und Sam Raimi mit Unterstützung durch die chinesische Beijing Cultural Investment Holding das Produktionsunternehmen Allegory Films, über das Filme mit einem Budget zwischen 30 und 80 Mio. Dollar produziert werden sollten.

### Werk ohne Autor
2018 kam Henckel von Donnersmarcks Film Werk ohne Autor in die Kinos. Das Drama, das die Biografie des Malers Gerhard Richter fiktional aufarbeitet, wurde 2019 für einen Oscar als bester internationaler Film sowie für die beste Kamera (Caleb Deschanel) nominiert.

## Filmografie
- 1997: Mitternacht (Kurzfilm, mit Sebastian Henckel von Donnersmarck)
- 1998: Das Datum (wie vor)
- 1999: Dobermann (Kurzfilm)
- 2002: Der Templer (Kurzfilm, mit Sebastian Henckel von Donnersmarck)
- 2003: Großstadt Schocker / Petits mythes urbains (Regie einer Episode)
- 2006: Das Leben der Anderen (Regie, Drehbuch, Co-Produktion)
- 2010: The Tourist (Regie, Drehbuch)
- 2018: Werk ohne Autor (Regie, Drehbuch)

## Auszeichnungen
- 2000
  - Max-Ophüls-Preis für Dobermann
  - Shocking Shorts Award des Senders 13th Street (Filmfest München) für Dobermann
- 2002
  - Eastman-Förderpreis für den besten Nachwuchsfilmer (Internationale Hofer Filmtage) für Der Templer
- 2005
  - Bayerischer Filmpreis für Das Leben der Anderen
    - Bestes Drehbuch
    - Nachwuchsregiepreis
- 2006
  - Europäischer Filmpreis für Das Leben der Anderen
    - Bester Film
    - Bestes Drehbuch

  - Friedenspreis des Deutschen Films – Die Brücke für Das Leben der Anderen
  - Deutscher Filmpreis für Das Leben der Anderen
    - Bester Spielfilm
    - Beste Regie
    - Bestes Drehbuch

  - Autorenpreis der Cologne Conference
  - New Faces Award für Das Leben der Anderen
  - die quadriga für Das Leben der Anderen
- 2007

  - Independent Spirit Award für Das Leben der Anderen als Beste Auslandsproduktion
- 2008
  - British Academy Film Award für Das Leben der Anderen als Bester nicht-englischsprachiger Film
  - César für Das Leben der Anderen als Bester ausländischer Film
- 2009
  - Bambi in der Kategorie Deutsche in Hollywood[22]
- 2013
  - Auszeichnung als Young Global Leader im Rahmen des Weltwirtschaftsforums in Davos[23]

Darüber hinaus gewann Donnersmarcks Regiearbeit Das Leben der Anderen 2007 als deutscher Beitrag den Oscar in der Kategorie Bester fremdsprachiger Film. Außerdem erhielt The Tourist im Jahr 2011 eine Golden-Globe-Award-Nominierung in der Kategorie Bester Film – Komödie/Musical.

## Orden und Ehrungen
- Bayerischer Verdienstorden
- Verdienstorden des Landes Nordrhein-Westfalen
- Aufnahme in die Academy of Motion Picture Arts and Sciences, die jährlich den Oscar vergibt.[25]
- Im Jahre 2011 wurde Donnersmarck von seiner Alma Mater, der Universität Oxford, als einer ihrer 166 bedeutendsten Absolventen aus 10 Jahrhunderten ausgezeichnet.

## Einfluss
Im Dezember 2012 veranstaltete die University of Leeds ein zweitägiges Symposium, auf dem in elf Referaten verschiedene Aspekte von Donnersmarcks Werk, zum Teil auch kritisch, beleuchtet wurden. Zu den Referenten gehörten die Professoren David Bathrick von der Cornell-Universität und Eric Rentschler von der Universität Harvard. Konferenzvorsitzender Paul Cooke von der Universität Leeds hielt ein Referat mit dem Titel: Henckel von Donnersmarck’s Dialogue with Hollywood: from The Lives of Others to The Tourist (2010), in dem er den Film The Tourist untersucht. Laut Cooke „widersetzt sich Donnersmarck [zwar] bewußt jeglicher Hollywood-Frenetik“, nutzt allerdings „seine europäische Perspektive nicht, um das Hollywood-Kino zu kritisieren, sondern um es zu erhöhen.“ Die gesammelten Referate wurden im Juni 2013 vom Wissenschaftsverlag De Gruyter als Buch herausgegeben. Als erstes Kapitel dient eine Gastvorlesung, die Donnersmarck im Oktober 2008 an der Universität Cambridge hielt.